# Nepenthes coccinea
Nepenthes coccinea este o specie de plante carnivore din genul Nepenthes, familia Nepenthaceae, ordinul Caryophyllales, descrisă de Maxwell Tylden Masters. Conform Catalogue of Life specia Nepenthes coccinea nu are subspecii cunoscute.